# Plestiodon gilberti
Plestiodon gilberti é um lagarto que tem o seu habitat na região sudeste dos Estados Unidos da América. Ele alcança o comprimento de entre 7 a 12 centímetros.

## Subespécies

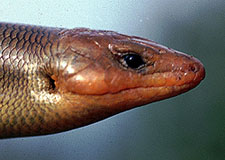
Plestiodon gilberti.

- Arizona Skink (P. g. arizonensis); Lowe and Shannon, 1954
- Greater Brown Skink (P. g. gilberti); Van Denburgh, 1896
- Northern Brown Skink (P. g. placerensis); Rodgers, 1944
- Variegated Skink (P. g. cancellosus); Rodgers and Fitch, 1947
- Western Red-tailed Skink (P. g. rubricaudatus); Taylor, 1935